# 後潭
後潭，是臺灣嘉義縣太保市的一個傳統地域名稱，位於該市西南半葉的東部。相較於今日行政區，其範圍大致包括後潭、前潭不含東部邊界地帶、太保里東部邊界地帶中段及南段、春珠里東端，以及水上鄉大崙村西部北側凸出部分。

## 歷史
台灣日治初期，後潭地區為一街庄（舊制街庄），稱為「後潭庄」，隸屬於大槺榔東下堡。該庄昔日北與新埤庄為鄰，東與白鴒厝庄、大崙庄為鄰，南邊東段為埔心庄，南邊西段及西邊南側一小段為梅仔厝庄，西邊為茄苳腳庄、太保庄。
1901年（日治明治三十四年）11月11日，全台廢縣廳改設二十廳，該庄隸屬於嘉義廳。1904年（明治三十七年）2月20日，該庄編入「後潭區」，隸屬於嘉義廳。1905年（明治三十八年）7月1日，嘉義廳內管轄區域調整，該庄仍隸屬於「後潭區」。1909年（明治四十二年）10月25日，全台合併二十廳為十二廳，後潭區仍隸屬於嘉義廳。1920年（大正九年）10月1日，全台地方制度大改正，廢十二廳改設五州二廳，該庄改制並雅化為「後潭」大字，隸屬於臺南州東石郡太保庄（新制街庄）。
戰後太保庄改制為太保鄉，隸屬於臺南縣，大字亦改制為村。1950年10月25日，雲、嘉、南分治，太保鄉改隸屬嘉義縣。1991年7月1日，因應嘉義縣治遷入，太保鄉升格為縣轄市太保市，村亦改制為里。

## 聚落
該地區發展較早的聚落有後潭、頂靣新厝、下靣新厝、廟仔，在日治期初期的官方地圖上已有記載。

## 交通
縣道167號是朴子至麻魚寮（實際終點為後潭）的道路，其東側實際端點（終點）位於本地區主聚落的縣道168號路口。由該道路（大方向）西行可前往鹿草鄉、朴子市朴子市區，並止於縣道157號、縣道168號共線路口。
縣道168號又稱「嘉朴公路」，是東石至中庄的道路，經過本地區主聚落。由該道路西行可前往朴子市、東石鄉，並止於東石市區；東行可前往水上鄉的中庄，並止於縣道165號轉角路口。
鄉道嘉39線是後潭至麻豆店的道路，其北側端點（起點）位於本地區主聚落中央略偏西南的縣道167號路口。
鄉道嘉65線是管事厝至後潭的道路，其南側端點（終點）位於本地區主聚落東側的縣道168號路口。